# Episodi de La casa del guardaboschi (terza stagione)
La terza stagione della serie televisiva La casa del guardaboschi è in onda dal 26 dicembre 1991 al 21 dicembre 1992 sul canale ZDF.
| nº       | Titolo originale                                                     | Titolo italiano | Prima TV Germania | Prima TV in italiano |
| -------- | -------------------------------------------------------------------- | --------------- | ----------------- | -------------------- |
| Speciale | Das größte Fest des Jahres - Weihnachten bei unseren Fernsehfamilien |                 | 26 dicembre 1991  |                      |
| 1        | Stürme (2) - Sturm                                                   |                 | 14 ottobre 1992   |                      |
| 2        | Stürme (1) - Der Mustergatte                                         |                 | 14 ottobre 1992   |                      |
| 3        | Überfall                                                             |                 | 16 ottobre 1992   |                      |
| 4        | Väter und Söhne                                                      |                 | 23 ottobre 1992   |                      |
| 5        | Hertas Geheimnis                                                     |                 | 30 ottobre 1992   |                      |
| 6        | Autowilderer                                                         |                 | 6 novembre 1992   |                      |
| 7        | Platzangst                                                           |                 | 13 novembre 1992  |                      |
| 8        | Zurück nach Falkenau                                                 |                 | 20 novembre 1992  |                      |
| 9        | Gift-Spuren                                                          |                 | 27 novembre 1992  |                      |
| 10       | Der Schützenkönig                                                    |                 | 4 dicembre 1992   |                      |
| 11       | Angst um Rica                                                        |                 | 11 dicembre 1992  |                      |
| 12       | Traumreise                                                           |                 | 18 dicembre 1992  |                      |
| 13       | Bauernaufstand                                                       |                 | 21 dicembre 1992  |                      |